# Боби Ваклинов
Борис Ваклинов, по-известен като Боби Ваклинов, е български журналист и музикант, водещ на предаването „Шоуто на Боби Ваклинов“ по TV1. Бил е част от предаването „Господари на ефира“, известен като репортера, който връчва наградата „Златен скункс“.

## Биография
Роден е на 13 август 1988 г. в Благоевград, Народна република България. Още като ученик работи три години като водещ на радио „Аура“ към Американският университет. Там той води собствено предаване за рап музика на име „Мръсен ритъм“. Води поздравително шоу, за кратко е и музикален редактор. На 16-годишна възраст кандидатства за работа в „Господари на ефира“ като регионален репортер от Благоевград, но възрастта му не позволява. Избран е за водещ на младежкото предаване „13+“ по БНТ. През 2009 г. става част от екипа на „Господари на ефира“.
През 2017 г. завършва висше образование по журналистика във Факултета по журналистика и масова комуникация на Софийският университет.

## Критики и противоречия

### Реклами на „Кредисимо“
Боби Ваклинов е многократно критикуван, че е рекламирал „Кредисимо“. Аргументи на критикуващите го са това, че Ваклинов представлява авторитет за голяма част от българите и той би могъл да им навреди, рекламирайки бързи кредити.

### Скандал с Любомир Жечев
На 26 септември 2018 г. от „Господари на ефира“ твърдят, че репортерът им Димитър Върбанов е бит в склад с храна с изтекъл срок на годност във Велико Търново. Когато новоизгряващият влогър Любомир Жечев отива в офиса на „Господари на ефира“, не е допуснат до интервю с Джуди Халваджиян именно от Боби Ваклинов. Двамата с Жечев се познават от Факултета по журналистика на Софийския университет. Според много хора в медийното пространство Ваклинов се е държал надменно и му се е присмивал. По-късно, когато Ваклинов си прави канал в YouTube, той прави видео, посветено на Юли Тонкин (който получава много критика в медийното пространство и дори е наричан „фейк гуру“), е обвиняван, че копира Любомир Жечев. Към май 2024 г. двата канала на Любомир Жечев (Lyubomir Zhechev и „Най-великият подкаст“) имат общо 253 хиляди абонати, а този на Ваклинов – 20 хиляди.